# Liste des systèmes d'exploitation temps réel
Cette liste des systèmes d'exploitation temps réel présente les systèmes d'exploitation temps réel. Un RTOS est un système d'exploitation pour les applications embarquées et temps réel permettant ainsi de garantir les contraintes et de fournir les services nécessaires au développement des systèmes liés à ces deux domaines.
| Nom                                | Licence                             | Code source                                               | Domaine d'utilisation               | Statut       | Plateformes cible |
| ---------------------------------- | ----------------------------------- | --------------------------------------------------------- | ----------------------------------- | ------------ | --- |
| AdAstra-RTK                        | BSD trois clauses                   | Open source                                               | Système embarqué                    | Active       | ARM Cortex-M3/M4/M7, STMicroelectronics STM32 |
| Ardence RTX                        | Propriétaire                        | Fermé                                                     | Extension temps réelle à MS Windows | Active       | x86, x64 |
| BeRTOS                             | GNU GPL modifiée                    | Open source                                               | Système embarqué                    | Active       | DSP56K, I196, IA32, ARM, AVR |
| Cesium RTOS                        | Propriétaire                        | Code source fourni aux acheteurs d'une licence commercial | Système embarqué                    | Active       | ARM7-9-11/Cortex-M1-3-4-7-A8/9, AVR, HC11/12/S12, ColdFire, Blackfin, MicroBlaze, NIOS, 8051, x86, Win32, H8S, M16C, M32C, MIPS, 68000, PIC24/dsPIC33/PIC32, MSP430, PowerPC, SH, StarCore, Renesas RX100-200-600-700, RL, STM32                            |
| ChibiOS/RT                         | GNU GPL modifiée                    | Open source                                               | Système embarqué, small footprint   | Active       | x86, ARM7, ARM Cortex-M3, AVR, MSP430 |
| ChorusOS                           | ?                                   | ?                                                         | ?                                   | ?            | ? |
| CMX RTOS                           | Propriétaire                        | ?                                                         | Système embarqué                    | Active       | IA32, ARM, AVR, H8, PIC, 8051 |
| Contiki                            | BSD                                 | Open source                                               | Système embarqué                    | Active       | MSP430, AVR |
| DNIX                               | Propriétaire                        | Fermé                                                     | General purpose                     | Arrêté       | 68000 |
| DrRtos                             | Free ?                              | Open ?                                                    | ?                                   | Active?      | ARM7 |
| DSP RTOS                           | ?                                   | ?                                                         | DSP                                 | ?            | Processeurs 16/32/64 bits |
| DSOS                               | ?                                   | ?                                                         | ?                                   | Arrêté       | TI-980A minicomputer |
| DuinOS                             | GNU GPL modifiée                    | Open source                                               | Système embarqué                    | active       | puces Atmel AVR utilisées sur les cartes Arduino |
| eCos                               | GNU GPL modifiée                    | Open source                                               | General purpose                     | active       | ARM/XScale, CalmRISC, 68000/Coldfire, fr30, FR-V, H8, IA32, MIPS, MN10300, OpenRISC, PowerPC, SPARC, SuperH, V8xx |
| eCosPro                            | GNU GPL modifiée et eCosPro license | Open source avec des parties non libres                   | General purpose                     | Active       | ARM/XScale, CalmRISC, 68000/Coldfire, fr30, FR-V, H8, IA32, MIPS, MN10300, NIOS II, OpenRISC, PowerPC, SPARC, SuperH, V8xx |
| embOS                              | Propriétaire                        | Fermé                                                     | Système embarqué                    | Active       | Processeurs 8/16/32 bits |
| EROS                               | GPL                                 | Open source                                               | Experimental research use           | Dormant      | IA32 |
| Femto OS                           | GPLv3                               | Open source                                               | Système embarqué                    | Active       | Atmel AVR |
| FreeRTOS                           | Licence MIT                         | Open source                                               | Système embarqué                    | Active       | ARM, AVR, AVR32, HCS12, IA32, MicroBlaze, MSP430, PIC, Renesas H8/S, 8052, STM32, NIOS II (Altera) |
| Fusion RTOS                        | Free                                | ?                                                         | Semi-general purpose                | Active       | ARM, Blackfin, StarCore, DSP 56800E |
| Helium                             | Free                                | ?                                                         | ?                                   | ?            | Open-source RTOS for HCS08 & AVR MCUs |
| HP-1000/RTE                        | Propriétaire                        | Fermé                                                     | Temps réel                          | ?            | ? |
| HP-3000/MPE                        | Propriétaire                        | Fermé                                                     | Temps réel                          | ?            | ? |
| INTEGRITY                          | ?                                   | ?                                                         | ?                                   | Active       | ARM, XScale, Blackfin, Freescale ColdFire, MIPS, PowerPC, x86 |
| Lepton (en)                        | MPL                                 | open source                                               | embeddable                          | active       | ARM9 (ATMEL AT91SAM9261, AT91SAM9260), ARM7(ATMEL AT91SAM7x, AT91SAM7SE, AT91M55800), CortexM3 (ST STM32F103, Texas Instrument Stellaris) et CortexM4 (Freescale KINETIS).                                                                                  |
| Librazik                           | GNU GPL 3+ / CeCILL 2.1             | libre et sources ouvertes                                 | audio/MIDI                          | Active       | x86, x86-64 |
| LynxOS                             | Propriétaire                        | ?                                                         | ?                                   | Active       | Motorola 68010, Intel 80386, ARM, PowerPC |
| Maestro                            | Propriétaire                        | Fermé                                                     | Système embarqué                    | Active       | ARMv7-A, ARMv8-A, PowerPC64, IA-32 |
| MaRTE OS                           | ?                                   | ?                                                         | Système embarqué                    | ?            | ? |
| MenuetOS                           | ?                                   | ?                                                         | ?                                   | ?            | ? |
| MERT                               | ?                                   | ?                                                         | ?                                   | inactive     | PDP-11 |
| µC/OS-II                           | Propriétaire                        | ?                                                         | Système embarqué                    | Active       | AVR, STM32 … |
| µC/OS-III                          | Propriétaire                        | ?                                                         | Système embarqué                    | Active       | AVR, STM32 … |
| Multiuser DOS                      | ?                                   | ?                                                         | ?                                   | ?            | ? |
| Nano-RK                            | Mixed                               | Open source                                               | Système embarqué                    | Active       | AVR, MSP430 |
| Neutrino                           | Propriétaire                        | Code source fourni                                        | Microkernel                         | Active       | ARM, MIPS, PPC, SH, x86, XScale |
| nOS                                | MPL                                 | Open source                                               | Système embarqué                    | Active       | AVR, MSP430, ARM Cortex-M0, ARM Cortex-M3, ARM Cortex-M4, M16C, RX600, PIC24, POSIX, Win32 |
| Nucleus OS                         | propriétaire                        | Code source fourni                                        | Système embarqué                    | Active       | AMD Au1100, ARM, Atmel AT91 series, Atmel Nios II, Freescale iMX, Freescale MCF, Freescale MPC, Marvell PXA series, MTI, NEC uPD6111x, Sharp LH7 series, ST, TI OMAP, TI TMS320 series, Xilinx Microblaze                                                   |
| NuttX RTOS                         | BSD                                 | Open source                                               | Système embarqué, small footprint   | Active       | Linux user mode, ARM7, ARM9, 8052, SH-1, Renesas MC16C/26, Zilog Z16F, Zilog eZ80 Acclaim!, Zilog Z8Encore!, Z80, partial ports for MIPS |
| OSE                                | Propriétaire                        | Fermé                                                     | General purpose                     | Active       | ARM, PowerPC, MIPS, IXP2400, TI OMAP, … |
| OS-9                               | Microware                           | fermé                                                     | Système embarqué                    | Active       | ARM/strongARM, MIPS, PowerPC, SuperH, x86/Pentium, XSCALE, Motorola 6809, Motorola 68k-series, MIPS3000, MIPS64, latest i.MX5x and i.MX6 CPUs. |
| OSEK                               | n/a                                 | Specification                                             | Système embarqué                    | Active       | Engine control units |
| Phar Lap ETS                       | ?                                   | ?                                                         | ?                                   | ?            | ? |
| PaulOS                             | GNU GPL                             | Open source                                               | Système embarqué                    | ?            | ? |
| PICOS18                            | GNU GPL                             | Open source                                               | Système embarqué                    | ?            | PIC18 |
| Phoenix-RTOS                       | ?                                   | ?                                                         | ?                                   | ?            | ? |
| PikeOS                             | Propriétaire                        | Fermé                                                     | Système embarqué, certification     | Active       | ARM, MIPS, PowerPC, SH4, x86, x86-64, SPARC, LEON |
| Prex                               | BSD                                 | Open source                                               | Micro-kernel                        | Active       | ARM, IA32 |
| PXROS                              | Propriétaire                        | ?                                                         | ?                                   | Active       | Tricore, PowerPC, ARM |
| pSOS                               | Propriétaire                        | ?                                                         | ?                                   | Discontinued | Motorola 680x, Motorola 68000 |
| QNX                                | Mixed                               | ?                                                         | General purpose                     | Active       | IA32, MIPS, PowerPC, SH-4, ARM, StrongARM, XScale |
| RIOT OS                            | LGPLv2.1                            | Open source                                               | Système embarqué                    | Active       | ARM, MSP430 |
| RMX                                | ?                                   | ?                                                         | ?                                   | Active       | 8080, 8086, 80386 ou plus |
| RSX-11                             | Propriétaire                        | ?                                                         | ?                                   | Historic     | PDP-11 |
| RT-11                              | Propriétaire                        | ?                                                         | General purpose                     | Arrêté       | PDP-11 |
| RTAI                               | ?                                   | ?                                                         | General purpose                     | Active       | x86, x86_64, PowerPC, ARM (StrongARM; ARM7: clps711x-family, Cirrus Logic EP7xxx, CS89712, PXA25x), m68k |
| RTEMS                              | GNU GPL modifiée                    | ?                                                         | Système embarqué                    | Active       | ARM, Blackfin, ColdFire, TI C3x/C4x, H8/300, x86, 68k, Milkymist (en) SoC, MIPS, Nios II, PowerPC, SuperH, SPARC, ERC32, LEON, Mongoose-V |
| RTLinux                            | GNU GPL                             | Open source                                               | General purpose                     | Active       | identique à Linux |
| Salvo                              | ?                                   | ?                                                         | ?                                   | ?            | ? |
| SCEPTRE                            | n/a                                 | Specification                                             | Système embarqué                    | Discontinued | Tous |
| SHaRK                              | GNU GPL                             | Open source                                               | ?                                   | ?            | ? |
| SimpleAVROS                        | GPLv3                               | Open Source                                               | Embedded                            | Active, beta | AVR seulement |
| SINTRAN III                        | ?                                   | ?                                                         | ?                                   | ?            | Norsk Data computers |
| SOOS Project                       | ?                                   | ?                                                         | ?                                   | ?            | ? |
| Symbian OS                         | ?                                   | ?                                                         | ?                                   | Active       | ARM |
| Talon DSP RTOS                     | Propriétaire                        | ?                                                         | Système embarqué (DSP)              | Active       | TMS320 |
| THEOS                              | ?                                   | ?                                                         | ?                                   | ?            | ? |
| ThreadX                            | Propriétaire                        | disponible en clientèle                                   | ?                                   | Active       | ARC, ARM/Thumb, AVR32, BlackFin, ColdFire/68K, H8/300H, Luminary Micro Stellaris, M-CORE, MicroBlaze, PIC24/dsPIC, PIC32, MIPS, V8xx, Nios II, PowerPC, SH, SHARC, StarCore, STM32, StrongARM, TMS320C54x, TMS320C6x, x86/x386, XScale, Xtensa/Diamond, ZSP |
| Trampoline Operating System (OSEK) | GNU LGPL                            | Open source                                               | Système embarqué                    | Active       | AVR, H8/300H, POSIX, NEC V850e, ARM7, Infineon C166, HCS12 ou PowerPC |
| TNKernel                           | BSD                                 | Open source                                               | Système embarqué                    | Active       | ARM, PIC24/dsPIC, HCS08 |
| Transaction processing facility    | Propriétaire                        | ?                                                         | General purpose                     | Active       | Systèmes dérivés de IBM /360 |
| TRON Project                       | Open ?                              | Specification                                             | Mixed                               | Active       | Tous |
| TUD:OS                             | GNU GPL                             | Open source                                               | ?                                   | ?            | IA-32 |
| Ubuntu Studio                      | GNU GPL                             | Open source                                               | Audio, image and sons               | Active       | ? |
| UNIX-RTR                           | ?                                   | ?                                                         | ?                                   | ?            | PDP-11 |
| u-velOSity                         | ?                                   | ?                                                         | Micro-kernel                        | Active       | ? |
| velOSity                           | ?                                   | ?                                                         | ?                                   | Active       | Power Architecture, ARM/XScale, MIPS, x86/Pentium, ColdFire, Blackfin, OMAP, DaVinci |
| VRTX                               | ?                                   | ?                                                         | ?                                   | ?            | ARM, MIPS, PowerPC, RISC |
| VxWorks                            | Propriétaire                        | ?                                                         | Système embarqué                    | Active       | ARM, IA32, MIPS, PowerPC, SH-4, StrongARM, xScale |
| Windows CE                         | Propriétaire                        | Microsoft Shared Source                                   | Système embarqué                    | Active       | x86, MIPS, ARM, SuperH |
| Xenomai                            | GPLv2                               | Open source                                               | General                             | Active       | x86, x86_64, PowerPC, ARM, Analog Devices Blackfin BF52x, BF53x, BF54x & BF56x, NIOS II |
| Yasos                              | GNU LGPL                            | Open source                                               | Système embarqué                    | Active       | ARM Cortex-M3 (STM32, EFM32, LM3S) |
| µnOS                               | ?                                   | ?                                                         | ?                                   | Historic     | Motorola 68k |
| Erika Enterprise                   | GPL                                 | Open source                                               | ?                                   | Active       | ARM7, H8 (Hitachi), Nios II (Altera), dsPIC33 (Microchip), ST10 (ST Microelectronics)/C167 (Infineon) |
| Zephyr                             | Licence Apache version 2.0          | Open source                                               | Système embarqué                    | Active       | ARM Cortex-M3/M4/M7, STMicroelectronics STM32, X86, ARC, RISC-V, Xtensa, Architecture MIPS, Nios II, Architecture SPARC |